# Cuscuta corymbosa
Cuscuta corymbosa là một loài thực vật có hoa trong họ Bìm bìm. Loài này được Juss. ex Yunck. mô tả khoa học đầu tiên năm 1932.